# Gare de Viking
Pour les articles homonymes, voir Viking (homonymie).
La  gare de Viking dans la ville de Viking en Alberta est desservie par Via Rail Canada. C'est une gare sans personnel. Il y a 3 trains par semaine, dans chaque direction.